# Pruskie
Pruskie – wieś borowiacka w Polsce położona w województwie kujawsko-pomorskim, w powiecie świeckim, w gminie Osie na pograniczu Wdeckiego Parku Krajobrazowego. Wieś jest siedzibą sołectwa Pruskie w którego skład wchodzą również miejscowości Ryszka, Smolarnia i Zacisze.
W latach 1975–1998 miejscowość administracyjnie należała do województwa bydgoskiego.